# Эгштетт
Эгштетт (нем. Eggstätt) — община в Германии, в земле Бавария. 
Подчиняется административному округу Верхняя Бавария. Входит в состав района Розенхайм.  Население составляет 2914 человек (на 31 декабря 2010 года). Занимает площадь 24,29 км².